# Let the Evil of His Own Lips Cover Him
Let the Evil of His Own Lips Cover Him è l'album di debutto di Lingua Ignota.

## Tracce
Testi e musiche di Kristin Hayter.
1. Disease of Me – 7:26
2. Suffer Forever – 7:43
3. That He May Not Rise Again – 14:40
4. The Chosen One (Master) – 6:59
5. Bad Boys – 5:36 (testo: Inner Circle)